# Megedebek

Der ungefähre Standort der Megedebek, mit einem roten Kreis markiert auf einer Landkarte von 1877

Die Megedebek war eine Kapelle in Lübeck.

## Geschichte
Bei der Megedebek handelte es sich um eine Wegekapelle im heutigen Stadtteil St. Jürgen. Sie befand sich östlich von Genin unweit der modernen Kronsforder Landstraße bei der Siedlung Rothebeck.
Ihr eigentlicher Name lautete im 15. Jahrhundert Capella Sanctae Crucis in Megehedebeke (Heilig-Kreuz-Kapelle bei der Megedebek); unter dieser Bezeichnung wird sie in einer Urkunde vom 5. Februar 1426 erwähnt, mit der Bischof Schele aus dem Nachlass des Mainzer Domherrn Johann Hertze eine Vikarie zu Ehren der Mutter Gottes sowie der heiligen Jungfrauen Barbara und Katharina stiftete. Diese Erwähnung ist zugleich die früheste nachweisbare Nachricht von der Kapelle.
Die Benennung nach dem Heiligen Kreuz geriet in der Folgezeit außer Gebrauch, die Kapelle wurde nur noch kurz als Megedebek (in diversen Varianten der Schreibweise) bezeichnet. Dabei handelte es sich eigentlich um den Namen des Baches, an dem die Kapelle lag. Dieser Bach existiert noch heute, trägt aber mittlerweile keinen Eigennamen mehr. Er verläuft heutzutage zu weiten Teilen unterirdisch kanalisiert, mündet jedoch nach wie vor einen Kilometer entfernt bei der früheren Brauerei zur Walkmühle in die Trave, beziehungsweise den Elbe-Lübeck-Kanal.
Nur spärliche Mitteilungen finden sich in den historischen Aufzeichnungen über die wohl eher unbedeutende Kapelle. 1428 wird sie in einem Verzeichnis von Kirchenzehnten im Gebiet vor dem Mühlentor erwähnt, 1444 findet sich eine beiläufige Notiz in einem Dokument über einen nahen Bauernhof, am 7. Dezember 1484 wurde sie im Testament eines Hermann Beke mit 8 Schilling bedacht: Item tor Megedebeke tom Hilgen Cruce geve ik 8ß.
Keine der wenigen Quellen gibt Aufschluss über Größe oder architektonische Gestalt der Megedebek; nicht einmal ihre Ursprünge und ihr Baudatum lassen sich ermitteln.
Im ausgehenden 16. Jahrhundert scheint sich die Kapelle bereits in einem stark vernachlässigten und baufälligen Zustand befunden zu haben. In seiner Chronik berichtet Bürgermeister Gotthard von Hoeveln, dass um den 24. August 1596 der Turm der Kapelle, möglicherweise der einzige zu jener Zeit noch stehende Teil des Bauwerks, eingestürzt sei. Er ergänzt, dass die Megedebek zu jener Zeit nach allgemeiner Auffassung nahezu 200 Jahre alt war und dass man eine Anzahl Steine für Arbeiten am Dom abtransportiert habe.
Im gleichen Jahr stellten der Pastor und die Gemeinde von Genin das Ersuchen, beim anstehenden Abbruch der Megedebek die Steine übernehmen zu dürfen, um sie als Baumaterial für geplante Umbauten an der Geniner Kirche zu verwenden. Das zuständige Lübecker Domkapitel gab hierzu seine Einwilligung. Der unbefangen durchgeführte Abbruch der Kapelle spricht dafür, dass sie 1596 bereits seit längerer Zeit profaniert und ungenutzt war.
Bereits 1607 war die Megedebek vollständig abgerissen, wie ein Eintrag im Pastorenbuch des Doms aus jenem Jahr zeigt: Es wird vermerkt, dass der von einer Reise heimkehrende Domherr Georg Duncklow (Georg von Dincklage) am 23. August kurz vor Erreichen Lübecks verstorben sei, und zwar an dem Ort vor der Stadt, an dem früher ein Turm stand, den man Megedebek nannte.